# John Krasinski
John Burke Krasinski (* 20. října 1979, Newton, Massachusetts, USA) je americký herec, režisér a scenárista. Objevil se např. ve filmech Kněz je poděs, Nějak se to komplikuje, Všude dobře, proč být doma, propůjčil svůj hlas postavě Lancelota ve snímku Shrek Třetí, ale největší popularitu mu vynesla role Jima Halperta v seriálu Kancl.

## Soukromý život
Narodil se v Newtonu v Massachusetts internistovi polského původu Ronaldu Krasinskimu a Mary Clare, rozené Doyle, irského původu. Má dva starší bratry Kevina a Paula a byl vychováván jako římský katolík. Již od dětství se přátelí se svým kolegou ze seriálu Kancl B. J. Novak, chodili společně na stejnou základní i střední školu.
Před nástupem na vysokou školu rok vyučoval angličtinu v Kostarice. Poté pokračoval na Brownově univerzitě, kde studoval divadelní umění. Školu absolvoval v roce 2001.
V roce 2008 navázal vztah s britskou herečkou Emily Bluntovou, s níž se v srpnu následujícího roku zasnoubil a v červenci 2010 oženil. V roce 2014 se jim narodila dcera Hazel a o dva roky později druhá dcera Violet.
V roce 2024 byl zvolen „Nejvíce sexy mužem světa“ podle prestižního magazínu People.

## Kariéra
Po absolvování Brownu se přestěhoval do New Yorku, aby se věnoval herectví. Objevil se v reklamách a televizních pořadech, pracoval rovněž jako číšník. Objevil se ve hře What the Eunuch Saw, kterou napsal a režíroval jeho bývalý spolužák. V roce 2000 působil jako pomocný dramaturg v Late Night with Conan O'Brien.
Před kamerou se poprvé objevil v roce 2000 v malé roli ve snímku Velké trable malého města. Následovaly další malé role v seriálech a ve filmech, ale upozornil na sebe až rolí Jima Halperta v seriálu Kancl, v němž začal účinkovat v roce 2005. V roce 2010 jednu epizodu tohoto seriálu i režíroval. Pro seriál rovněž natočil úvodní záběry města Scrantonu v Pensylvánii.
V roce 2006 byl uveden film Noví gauneři, kde ztvárnil postavu Gideona. V témže roce napsal a režíroval snímek Něco na těch mužích je, jenž byl uveden v roce 2009 na Sundance Film Festivalu. Jedná se o filmovou adaptaci krátkých povídek Davida Fostera Wallace.
Objevil se také v hlavních nebo vedlejších rolích v několika romantických komediích. V roce 2007 hrál ve filmu Kněz je poděs s Mandy Mooreovou a Robinem Williamsem, o rok později ve snímku Tvrdé palice s Georgem Clooneym a Renee Zellwegerovou, v dalším roce ve filmu Všude dobře, proč být doma s Mayou Rudolphovou. V roce 2009 se objevil vedle Meryl Streepové, Aleca Baldwina a Stevea Martina ve filmu Nějak se to komplikuje režisérky Nancy Meyersové.
V roce 2011 si zahrál ve filmu Nějak se to komplikuje po boku Ginnifer Goodwin a Kate Hudson. Film však získal negativní ohlas. O rok později si zahrál ve filmu Nobody Walks, který měl premiéru na Filmovém festivalu Sundance. V roce 2015 se stal výkonným producentem pořadu Souboj playbacků. O rok později pořad získal nominaci na Cenu Emmy. V roce 2015 si také zahrál po boku Emmy Stoneové ve filmu Aloha. Film získal negativní ohlas kritiků. V roce 2016 si zahrál ve válečném filmu 13 hodin: Tajní vojáci z Benghází a v dramatickém filmu Hollarovi.
V roce 2018 zrežíroval a scénář napsal k hororovému filmu Tiché místo, ve kterém si také zahrál se svojí manželkou Emily Bluntovou. Film se stal trhákem a vydělal přes 325 milionů dolarů. Ve stejném roce také získal hlavní roli seriálu Jack Ryan.

## Filmografie

### Film
| Rok  | Název                                   | Role                                  | Poznámky                                |
| ---- | --------------------------------------- | ------------------------------------- | --------------------------------------- |
| 2000 | Velké trable malého města               | soudcův asistent                      | nebyl uveden v titulcích                |
| 2002 | Alma Mater                              | kandidát do klubu                     |                                         |
| 2002 | Fighting Still Life                     | Tyler                                 | krátkometrážní film                     |
| 2004 | Kinsey                                  | Ben                                   |                                         |
| 2004 | Taxi                                    | messenger                             |                                         |
| 2005 | Duane Hopwood                           | Bob Flynn                             |                                         |
| 2005 | Mariňák                                 | Harrigan                              |                                         |
| 2006 | Doogal                                  | různé hlasy                           |                                         |
| 2006 | Noví gauneři                            | Gideon                                |                                         |
| 2006 | Nominace na Oscara                      | strážník                              |                                         |
| 2006 | Prázdniny                               | Ben                                   |                                         |
| 2006 | Dreamgirls                              | Sam Walsh                             |                                         |
| 2007 | Chechták                                | Brevin                                |                                         |
| 2007 | Shrek Třetí                             | Lancelot (hlas)                       |                                         |
| 2007 | Kněz je poděs                           | Ben Murphy                            |                                         |
| 2008 | Tvrdé palice                            | Carter Rutherford                     |                                         |
| 2009 | Něco na těch mužích je                  | Ryan                                  | také režisér, scenárista a producent    |
| 2009 | Monstra vs. Vetřelci                    | Cuthbert (hlas)                       |                                         |
| 2009 | Všude dobře, proč být doma              | Burt Farlander                        |                                         |
| 2009 | Nějak se to komplikuje                  | Harley                                |                                         |
| 2011 | Tvůj snoubenec, můj milenec             | Ethan                                 |                                         |
| 2011 | Mupeti                                  | Sám sebe                              |                                         |
| 2012 | Nobody Walks                            | Peter                                 |                                         |
| 2012 | Máme rádi velryby                       | Adam Carlson                          |                                         |
| 2012 | Země naděje                             | Dustin Noble                          |                                         |
| 2013 | Univerzita pro příšerky                 | Frank McCay (hlas)                    |                                         |
| 2014 | Prorok                                  | Halim (hlas)                          |                                         |
| 2015 | Aloha                                   | John "Woody" Woodside                 |                                         |
| 2016 | Hollarovi                               | John Hollar                           | také scenárista, režisér a producent    |
| 2016 | 13 hodin: Tajní vojáci z Benghází       | Jack Silva                            |                                         |
| 2016 | Místo u moře                            | –                                     | výkonný producent                       |
| 2016 | Past Forward                            | Muž                                   | krátkometrážní film                     |
| 2017 | Křupaví mazlíčci                        | Owen Huntington (hlas)                |                                         |
| 2017 | Born in China                           | vypravěč                              |                                         |
| 2017 | Černobílá spravedlnost                  | Auerbach                              |                                         |
| 2018 | Tiché místo                             | Lee Abbott                            | také režisér a scenárista               |
| 2018 | Nová generace                           | 7723 (hlas)                           |                                         |
| 2020 | Tiché místo: Část II                    | Lee Abbott                            | režisér, scenárista a výkonný producent |
| 2021 | Free Guy                                | Hráč (hlas)                           | cameo                                   |
| 2022 | Doctor Strange v mnohovesmíru šílenství | Reed Richards / Mister Fantastic      |                                         |
| 2022 | DC Liga supermazlíčků                   | Kal-El / Clark-Kent / Superman (hlas) |                                         |

### Televize
| Rok        | Název                            | Role                          | Poznámky                                                                     |
| ---------- | -------------------------------- | ----------------------------- | ---------------------------------------------------------------------------- |
| 2003       | Ed                               |                               | díl: „Good Advice“                                                           |
| 2004       | Zákon a pořádek: Zločinné úmysly | Jace Gleesing                 | díl: „Mad Hops“                                                              |
| 2005       | Kriminálka Las Vegas             | Lyle Davis                    | díl: „Who Shot Sherlock“                                                     |
| 2005       | Beze stopy                       | Curtis Horne                  | díl: „The Bogie Man“                                                         |
| 2005–2013  | Kancl                            | Jim Halpert                   | hlavní role, 201 dílů, také producent a režisér                              |
| 2006       | Americký táta                    | Gilbert                       | díl: „Irregarding Steve“                                                     |
| 2012       | Studio 30 Rock                   | Sám sebe                      | díl: „The Ballad of Kenneth Parcell“                                         |
| 2012       | Head Games                       | vypravěč                      | 3 díly                                                                       |
| 2013       | Arrested Development             | asistent Jerryho Bruckheimera | díl: „The B. Team“                                                           |
| 2014–2015  | BoJack Horseman                  | Secretariat (hlas)            | 2 díly                                                                       |
| 2015       | Souboj playbacků                 | Sám sebe                      | také spolutvůrce a výkonný producent díl: „John Krasinski vs. Anna Kendrick“ |
| 2016       | Robot Chicken                    | různé hlasy                   | díl: „Secret of the Flushed Footlong“                                        |
| 2016–dosud | Dream Corp, LLC                  | –                             | výkonný producent                                                            |
| 2018–2023  | Jack Ryan                        | Jack Ryan                     | hlavní role, také výkonný producent                                          |